# マリー＝ドロテ・ド・アブスブール＝ロレーヌ
マリー＝ドロテ・ド・アブスブール＝ロレーヌ （フランス語: Marie-Dorothée Amélie de Habsbourg-Lorraine, ドイツ語: Maria Dorothea von Österreich, 1867年6月14日 - 1932年4月6日）は、フランス王ルイ・フィリップの曾孫オルレアン公フィリップの妻。

## 生涯
ハンガリー副王であったオーストリア大公ヨーゼフ・カール（ヨーゼフ・アントン大公の三男）とその妃クロティルデ（ブルガリア王フェルディナントの姉）の次女として、ハンガリーのアルチュートドヴォズ（Alcsútdoboz）で生まれた。
1896年、ウィーンでフィリップと結婚。2人の間に子はなかった。また、夫婦仲は良くなく、結婚から数年で同居を解消した。1914年に離婚が成立すると、マリー＝ドロテはハンガリーへ移り住んだ。1932年に没後、ブダ城内の納骨堂に埋葬された。